# Nemertesia sinuosa
Nemertesia sinuosa is een hydroïdpoliep uit de familie Plumulariidae. De poliep komt uit het geslacht Nemertesia. Nemertesia sinuosa werd in 1947 voor het eerst wetenschappelijk beschreven door Fraser. 